# Симпсон (Илиноис)
Симпсон (енгл. Simpson) град је у америчкој савезној држави Илиноис.

## Демографија
По попису из 2010. године број становника је 60, што је 6 (11,1%) становника више него 2000. године.
| Група             | 2000.      | 2010.      |
| Белци             | 48 (88,9%) | 59 (98,3%) |
| Афроамериканци    | 4 (7,4%)   | 0 (0,0%)   |
| Азијати           | 0 (0,0%)   | 0 (0,0%)   |
| Хиспаноамериканци | 5 (9,3%)   | 0 (0,0%)   |
| Укупно            | 54         | 60         |